# 田景站
田景站（英語：Tin King Stop）是港鐵輕鐵車站。代號140，屬單程車票第3收費區，共有3個月台，為507總站。車站位於鳴琴路、田景路北面交界，在田景邨北面，為田景站及週邊地區居民提供服務。

## 車站結構

### 車站樓層
| 地面                           | 出口 | 寶田邨、屯門西北游泳池 |   |  |
| 地面                           | 月台 | \| 側式 · 開左邊车门 · 可供上落客[註 1] \| \| \| \| \| \| \| \| 輕鐵507綫落客月台 \| 3 \| \| \| 側式 · 開左邊车门 \| \| \| \| \| \| \| \| 輕鐵505綫往兆康（建生） 輕鐵615綫往元朗（建生） 輕鐵615P綫往兆康（建生） \| 1 \| \| \| \| 2 \| 輕鐵505綫往三聖（良景） 輕鐵507綫往屯門碼頭（良景） 輕鐵615綫往屯門碼頭（良景） 輕鐵615P綫往屯門碼頭（良景） \| \| \| \| 側式 · 開左邊车门 \| \| \| \| \| |   |  |
| 地面                           | 出口 | 田景路、田景邨 |   |  |
| 側式 · 開左邊车门 · 可供上落客 |      | |   |  |
|                                |      | 輕鐵507綫落客月台 | 3 |  |
| 側式 · 開左邊车门              |      | |   |  |
|                                |      | 輕鐵505綫往兆康（建生） 輕鐵615綫往元朗（建生） 輕鐵615P綫往兆康（建生） | 1 |  |
|                                | 2    | 輕鐵505綫往三聖（良景） 輕鐵507綫往屯門碼頭（良景） 輕鐵615綫往屯門碼頭（良景） 輕鐵615P綫往屯門碼頭（良景） |   |  |
| 側式 · 開左邊车门              |      | |   |  |

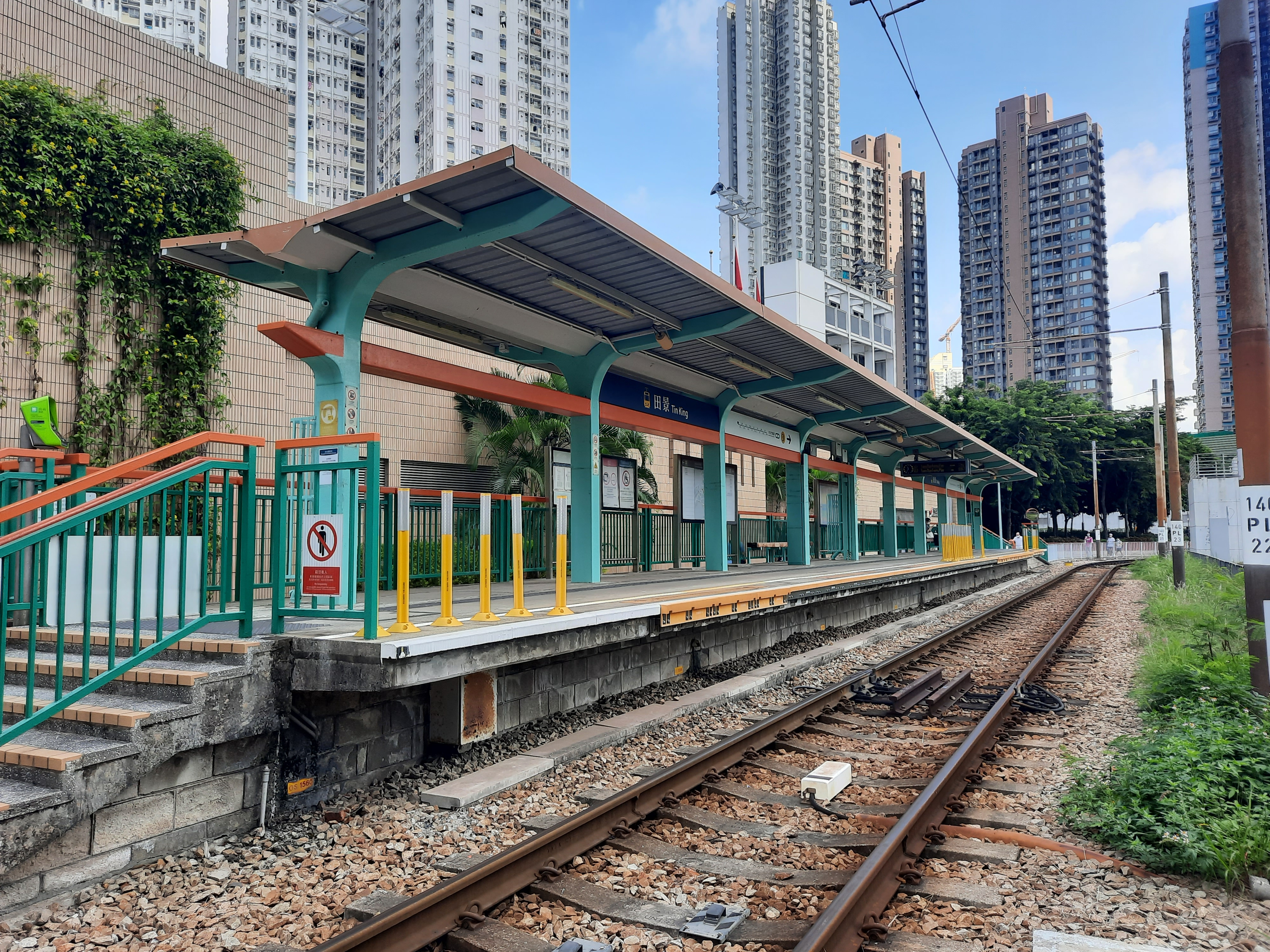
田景站3號月台，為507的終點站
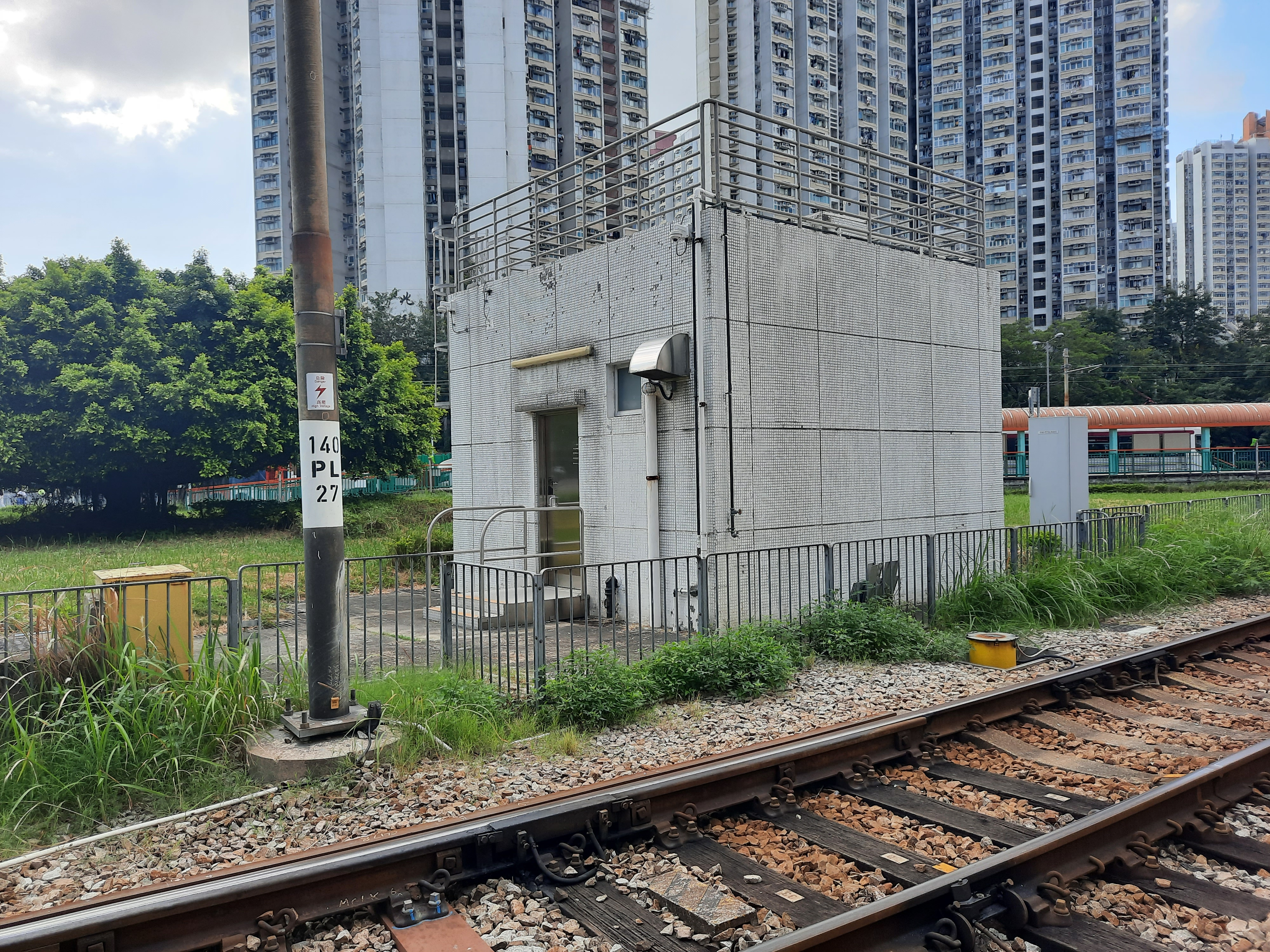
職員休息室
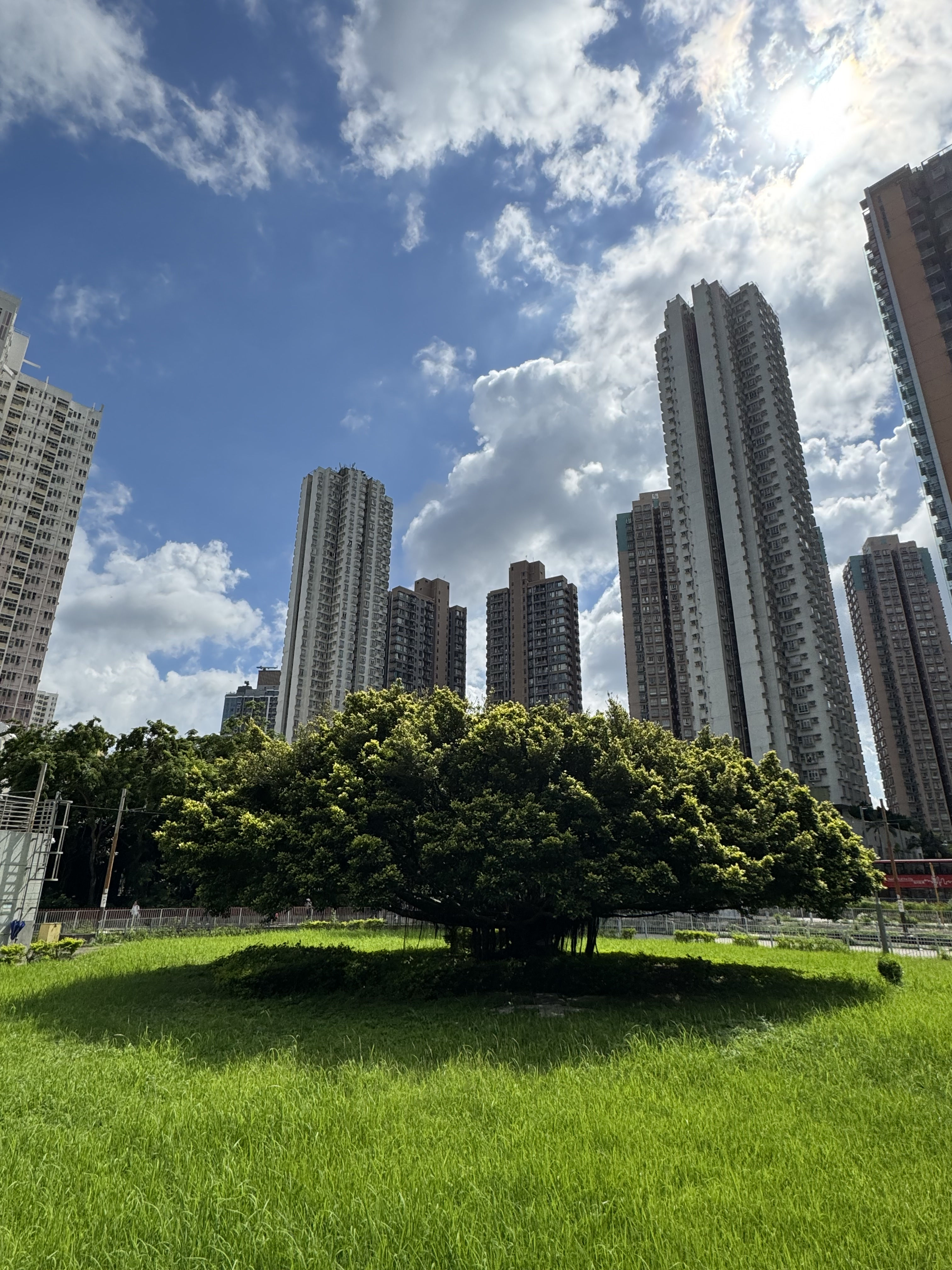
田景輕鐵站2號月台與3號月台中間的榕樹
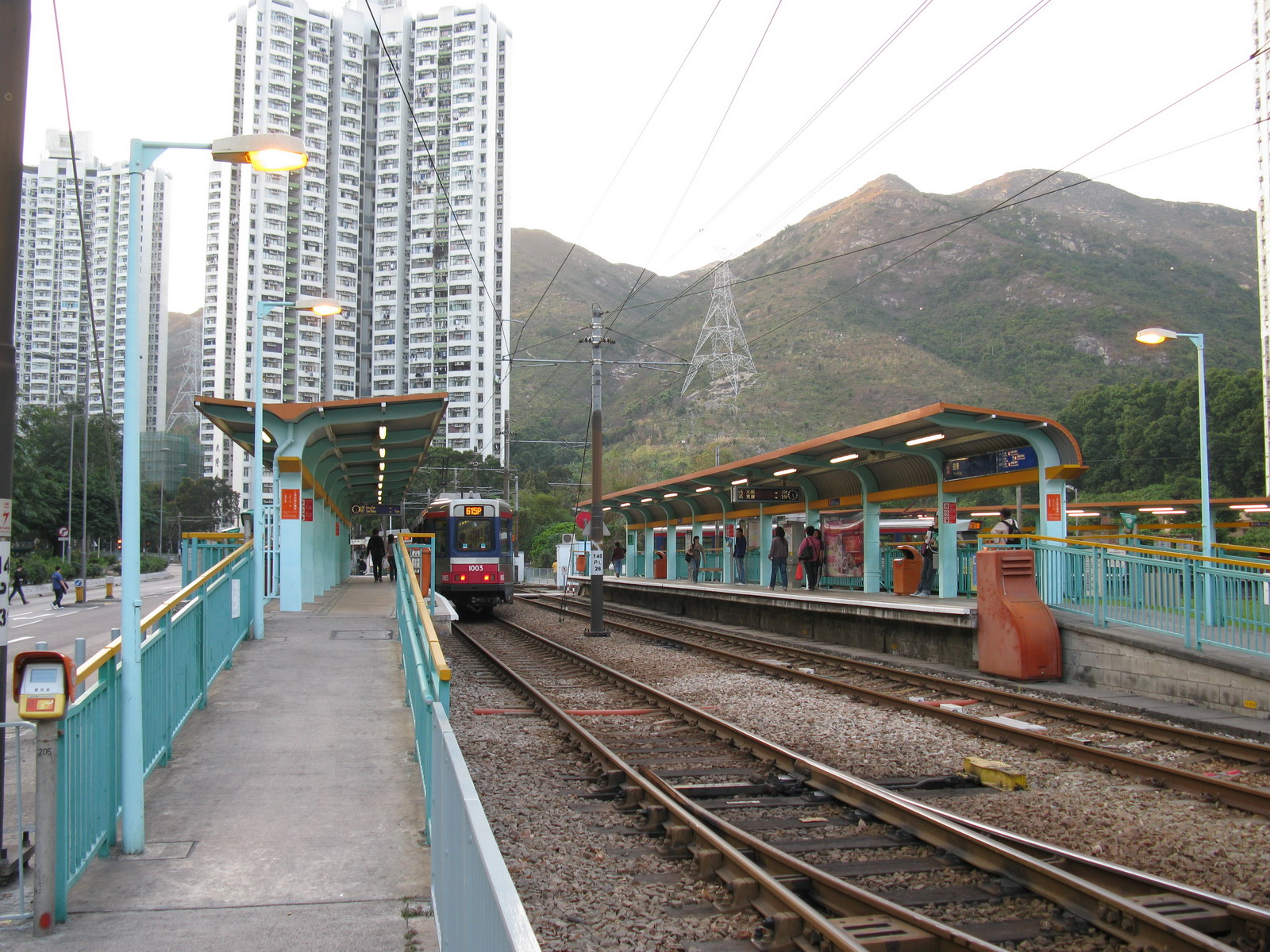
田景站1、2號月台（屯門西北游泳池興建前）
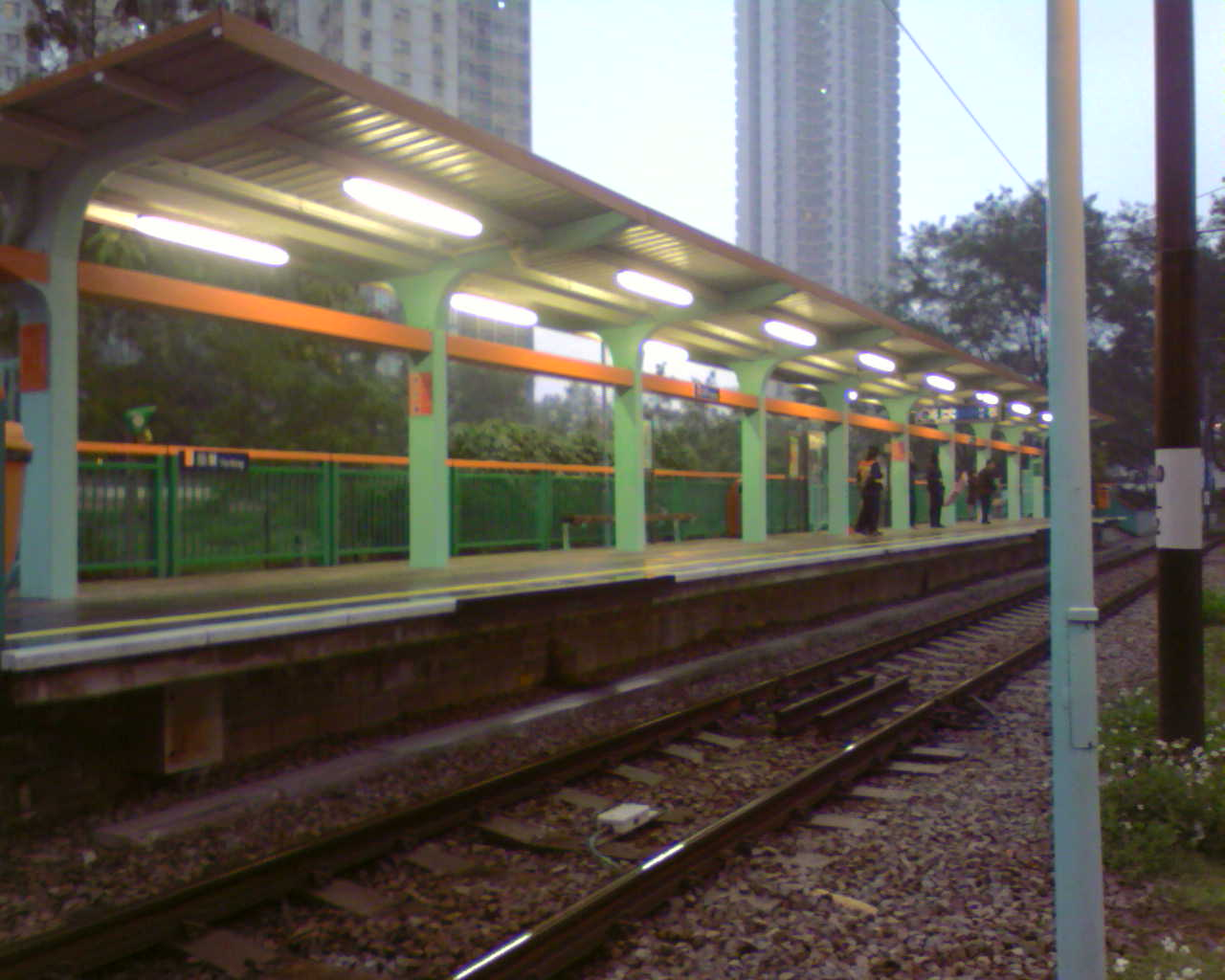
田景站3號月台（屯門西北游泳池興建前）
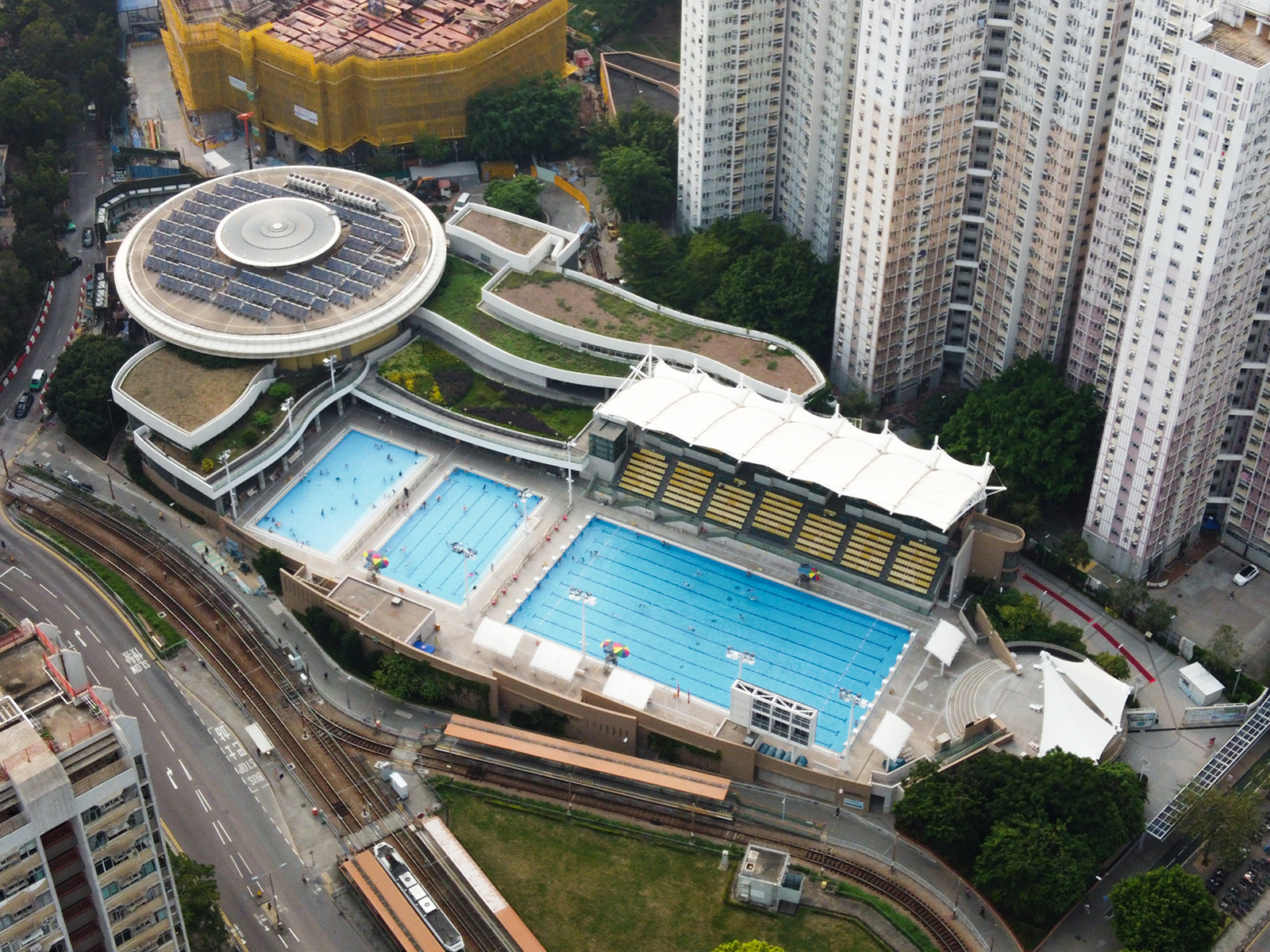
俯視屯門西北游泳池及田景站

### 車站月台
田景站設3個月台，其中1個為507總站月台，並設有掉頭方向路軌至本站2號月台供507綫停站上客，現時用作507綫掉頭使用。

### 車站周邊
- 田景邨
- 寶田邨
- 和田邨
- 兆邦苑
- 中華基督教會蒙黃花沃紀念小學
- 保良局志豪小學
- 兆隆苑
- 良景邨
- 盈豐園
- 寶田商場
- 盈豐商場
- 屯門西北游泳池
- 珀御
- 珀御坊

## 外部連結
- 港鐵公司 - 輕鐵及巴士服務 - 輕鐵街道圖
- 港鐵公司 - 輕鐵及巴士服務 - 輕鐵行車時間表 （页面存档备份，存于）